# Mary McElroyová
Mary Arthurová McElroyová (5. července 1841, Greenwich, New York – 8. ledna 1917, Albany, New York) byla sestrou 21. prezidenta USA Chestera A. Arthura a v letech 1881 až 1885 vykonávala funkci první dámy USA, protože Chester A. Arthur byl od roku 1880 vdovec.